# Józef Antoni Sołłohub
Józef Antoni Dowojna-Sołłohub herbu Prawdzic (ur. w 1709, zm. w 1781 roku) – wojewoda witebski w latach 1752–1781, kasztelan witebski w latach 1748–1752, kasztelan żmudzki w latach 1742–1748, marszałek Trybunału Głównego Wielkiego Księstwa Litewskiego  od 1751 roku, starosta sannicki. Po ojcu odziedziczył dobra Oporów w kutnowskiem, z miasteczkiem i zamkiem. 

## Życiorys
Był synem Jana Michała Sołłohuba, wieloletniego podskarbiego Wielkiego Księstwa Litewskiego oraz Heleny z Szamowskich, bratem Antoniego Sołłohuba, generała artylerii litewskiej.
Poseł ziemi gostyńskiej na sejm nadzwyczajny pacyfikacyjny 1736 roku. W 1750 roku otrzymał chorągiew petyhorską. Został odznaczony Orderem Orła Białego w 1750 roku. Członek konfederacji generalnej Wielkiego Księstwa Litewskiego w 1764 roku. W czasie elekcji 1764 roku został sędzią generalnego sądu kapturowego. Był elektorem Stanisława Augusta Poniatowskiego w 1764 roku z województwa witebskiego. 
Na sejmie koronacyjnym 1764 roku wyznaczony z Senatu do Asesorii Wielkiego Księstwa Litewskiego.

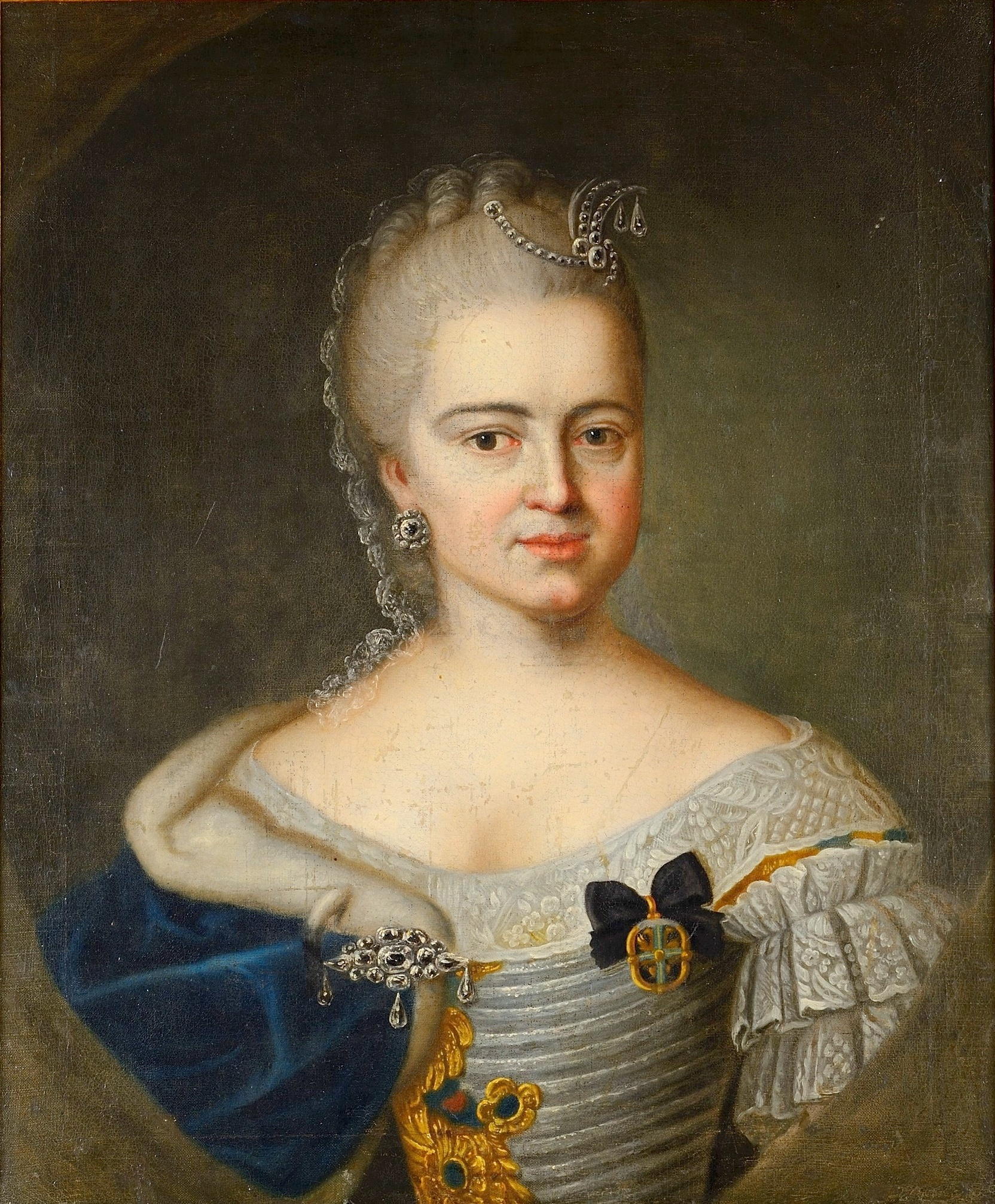
Antonina z Ogińskich

Był członkiem konfederacji radomskiej 1767  roku, W 1767 roku wszedł w skład delegacji Sejmu, wyłonionej pod naciskiem posła rosyjskiego Nikołaja Repnina, powołanej w celu określenia ustroju Rzeczypospolitej. Na Sejmie Rozbiorowym w 1775 roku powołany do Komisji Emfiteutycznej Litewskiej. Członek konfederacji Andrzeja Mokronowskiego w 1776 roku. Został konsyliarzem Rady Nieustającej w 1776 roku. Członek Departamentu Skarbowego Rady Nieustającej w 1777 roku.